# آزات مانوکیان
آزات میناسی مانوکیان (ارمنی: Ազատ Մինասի Մանուկյան؛ زاده ۳ دسامبر ۱۸۷۸ - درگذشته ۷ مهٔ ۱۹۵۸) آهنگساز، رهبر گروه کر، کارشناس علوم پرورشی اهل ارمنستان بود.

## زندگی‌نامه
وی در ۱۵ دسامبر [سبک قدیمی: ۳ دسامبر] ۱۸۷۸ در متس آگاراک به دنیا آمد . وی همچنین برنده جوایزی همچون نشان لنین، نشان پرچم سرخ کار و چهره هنری شایسته ارمنستان شوروی (۱۹۵۲) چهره هنری شایسته گرجستان شوروی (۱۹۳۶)، قهرمان کار ارمنستان شوروی (۱۹۳۵) و آموزگار شایسته ارمنستان شوروی شد. وی در ۷ مهٔ ۱۹۵۸ در سن ۷۹ سالگی در ایروان درگذشت.

## نگارخانه

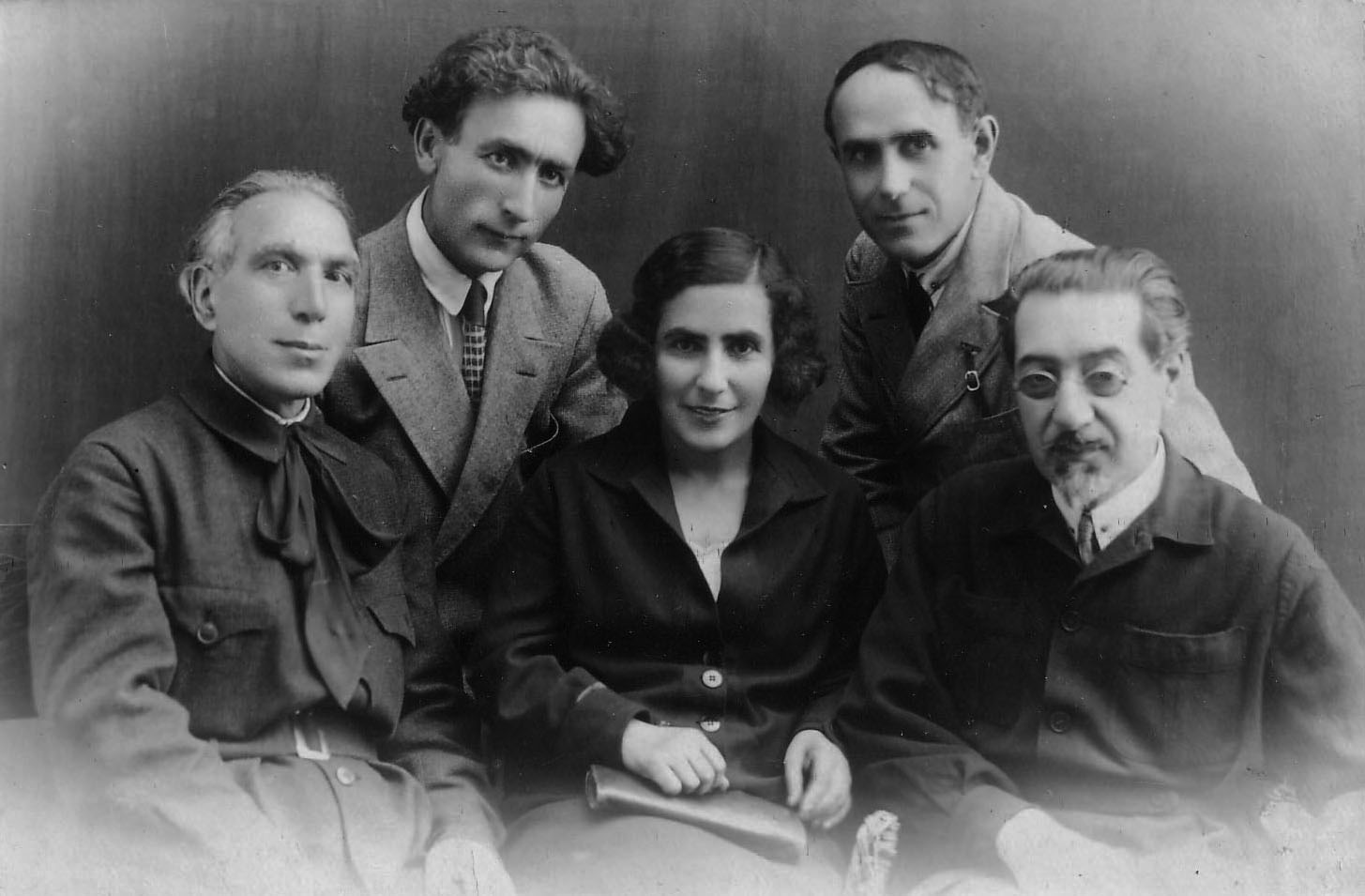

## یادداشت
1. ↑  ՀԽՍՀ աշխատանքի հերոս